# Škoda Superb (1934)
Škoda Superb — сімейство легкових автомобілів, що виготовлялося у 1934—1949 рр. компанією Škoda (що у той час йменувалась як "Акціонерна компанія автомобільної промисловості" — чеськ. Akciová společnost pro automobilový průmysl, ASAP).
У 2001 р. назва була відроджена на автомобілі на базі Volkswagen Passat В5.
Назва походить від латинського слова «superbus» — гордий.
Існувало 5 типів: Škoda 640 Superb (1934—1936), Škoda Superb (Тип 902, 1936—1937), Škoda Superb (Тип 913, 1936—1939), Škoda Superb OHV (Тип 924, 1938—1949) та Škoda Superb 4000 (Тип 919, 1939—1941).
Загалом було виготовлено 2552 автомобілі.
Серед конструктивних особливостей — хребтова рама, незалежна ресорна підвіска усіх коліс.

## Історія і короткі технічні характеристики

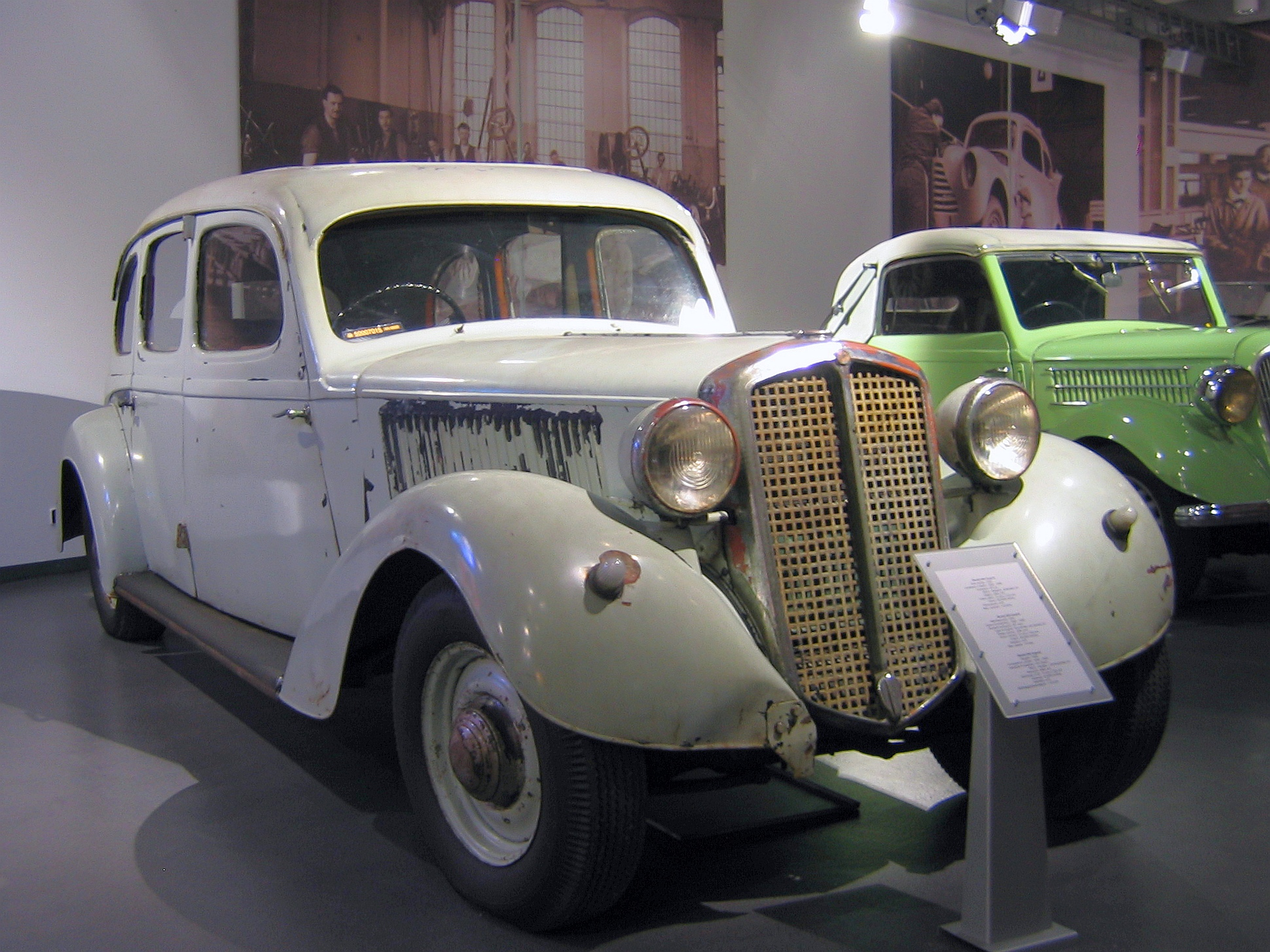
Škoda 640 Superb (1934–1939)

### Тип 640
Спочатку на "Супербах" застосовувалися рядні 6-циліндрові (R6) двигуни робочим об'ємом 2492 см³.
У трансмісію входило сухе зчеплення та механічна 4-ступенева коробка передач з синхронізаторами на 3ій та 4ій передачах.
Автомобіль пропонувався з 4 або 6 сидіннями. Маса шасі становила 1130 кг, усього автомобіля 1680 кг (відрізнялась на різних моделях).
Існувало 2 різні версії даного типу.

### Тип 902
Наступне покоління з'явилося у травні 1936 р.
Коли Škoda представила Superb у 1934 р., інший чехословацький автомобілевиробник розпочав виробництво Tatra 77 - першого у світі серійного автомобіля з аеродинамічним кузовом.
Конкуренту у відповідь Тип 902 отримав більш округлий кузов, передня частина якого нагадувала моделі Popular та Rapid.
Збільшився робочий об'єм двигуна до 2703 см³ й з'явилася нова коробка передач з алюмінієвим картером.
Тип 902 був доступний як 4-місний чи 6-місний седан чи 2-дверний кабріолет.
Кузовний виробник Sodomka пропонував довший більш аеродинамічний кузов.

### Тип 913
Superb Тип 913, що з'явився у жовтні 1936 р. мав змінену передню частину кузова та рядний 6-циліндровий нижньоклапанний двигун зі збільшеним до 2914 см³ робочим об'ємом.
Найпоширеніші базові версії: 6-ти або 7-місний лімузин, 5-місний седан та 5-місний 2-дверний седан.
Інші модифікації включали 2-дверний кабріолет, карету швидкої допомоги, фургон та пікап.
Виробництво закінчилось у лютому 1939 р.
Кілька з останніх автомобілів комплектувались 3140 см³ двигуном від Типу 924 (прототипу), що мав "верхні клапани" (OHV).

### Тип 924

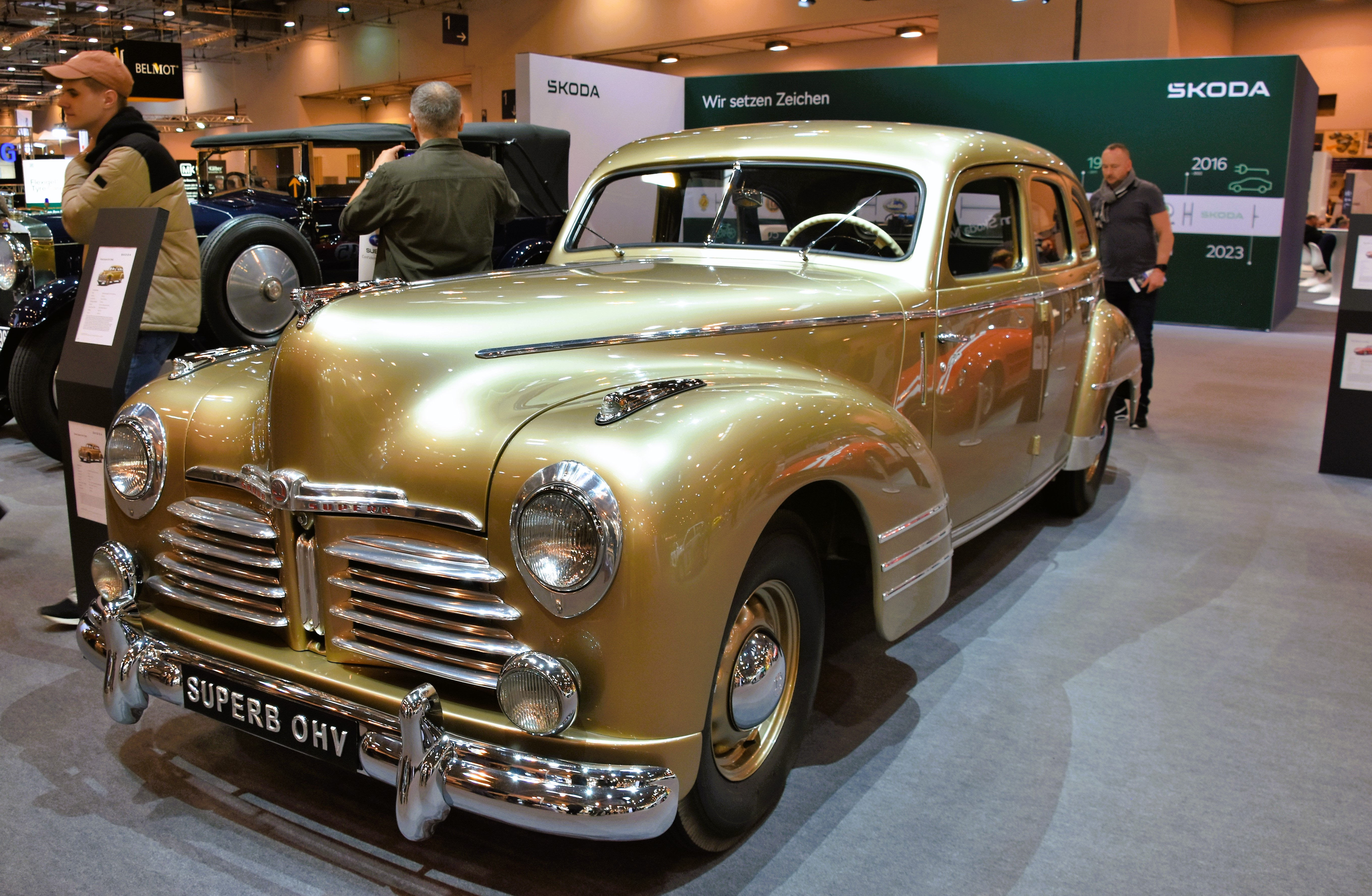
Škoda Superb OHV (1946-1949)

Хоча перший прототип даного автомобіля з'явився у 1937 р., його виробництво розпочалось у 1939 р.
Тип 924 відрізнявся новим 3140 см³ рядним 6-циліндровим двигуном, збільшеною колісною базою й коротшим більш округлим кузовом.
Характерна відмінність — запасні колеса розміщені по бокам, у передніх крилах.
Найпопулярнішою модифікацією був 6-місний лімузин, середній ряд сидінь якого складався для збільшення простору.
Після війни виробництво Типу 924 продовжувалось малими серіями: у 1947—1948 рр. було виготовлено 60 седанів й 100 відкритих автомобілів, 
деякі з яких призначались для парадів. Офіційно, вони були передані до Чехословацького міністерства внутрішніх справ.

#### Тип 952 та 956

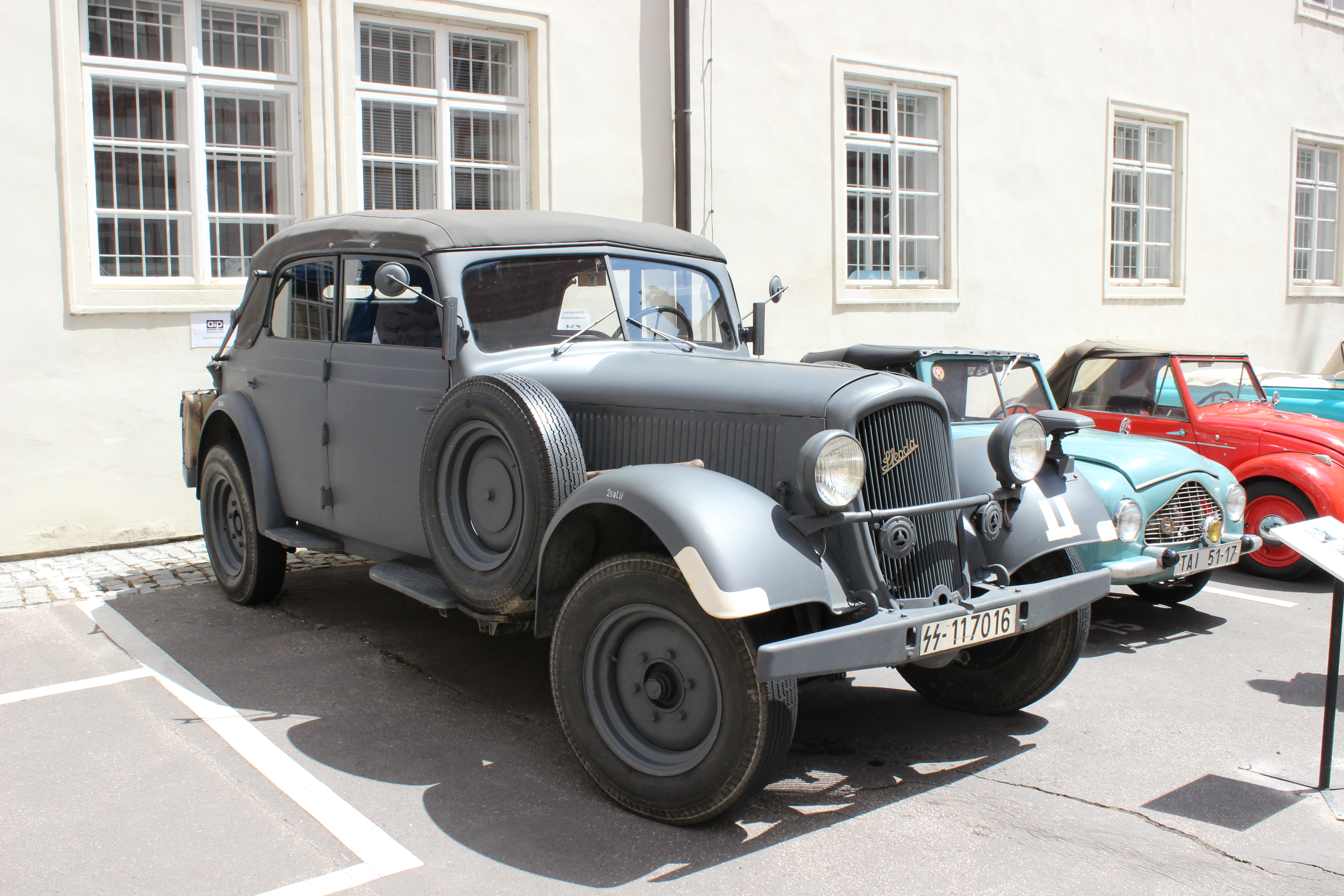
Командирський кабріолет

У 1941—1943 рр. Škoda виготовляла військову версію Типу 924 для Вермахту та союзників нацистів.
Виробництво відбувалось у окупованій нацистами Богемії й розпочалось з задньопривідного Типу 952, а закінчилось повнопривідним Типом 956.
Існували 3 військові версії: Kfz 21 — командирський кабріолет, що використовувався офіцерами типу генерала Гейнца Гудеріана та фельдмаршала Ервіна Роммеля (100 од. виготовлено),
Kfz 15 — автомобіль зі спрощеним утилітарним кузовом (1600 од. виготовлено) та військова карета швидкої допомоги (30 од. виготовлено).

### Superb 4000 (Тип 919)

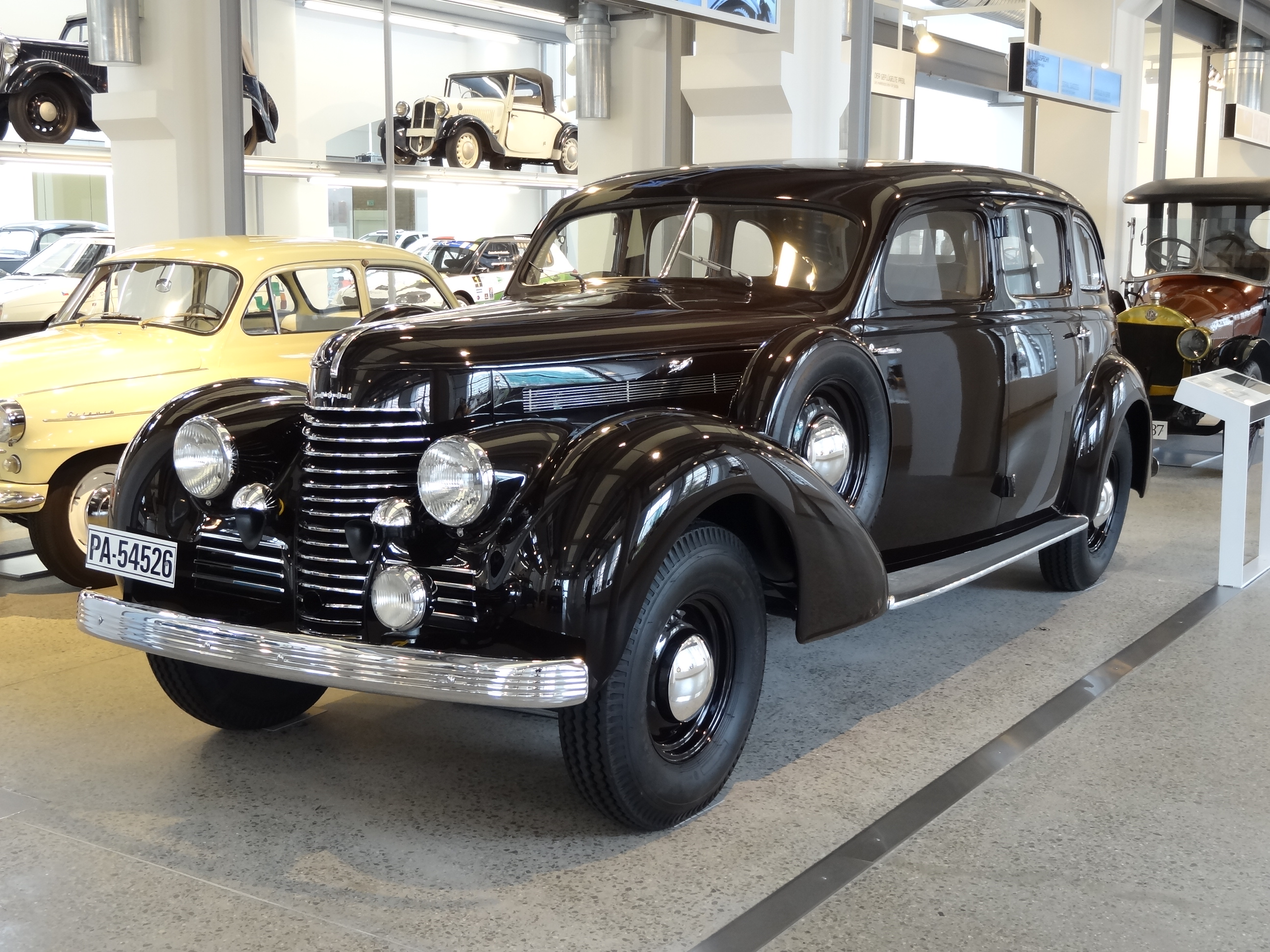
Superb 4000 (Тип 919)
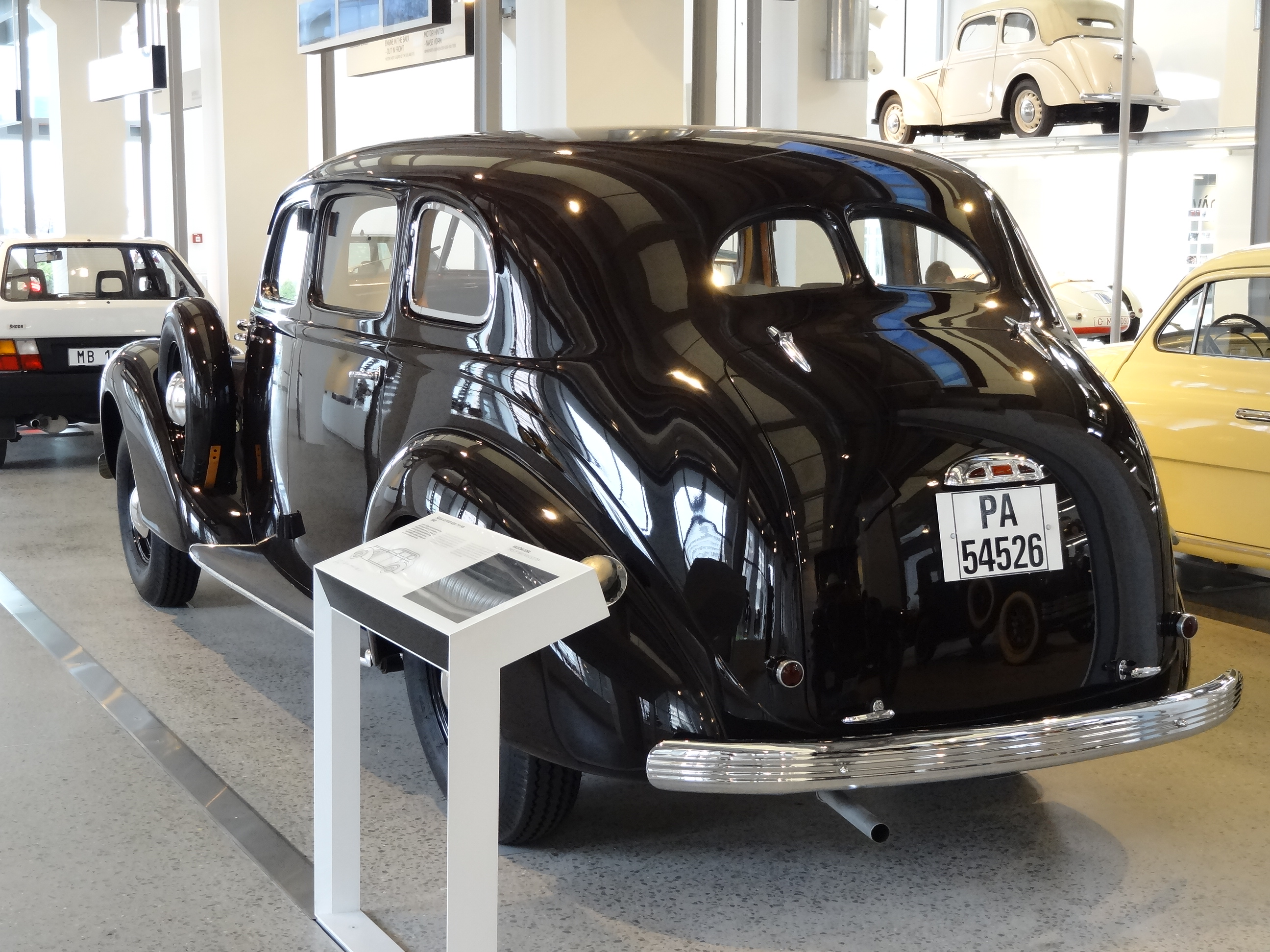
Superb 4000 (Тип 919)
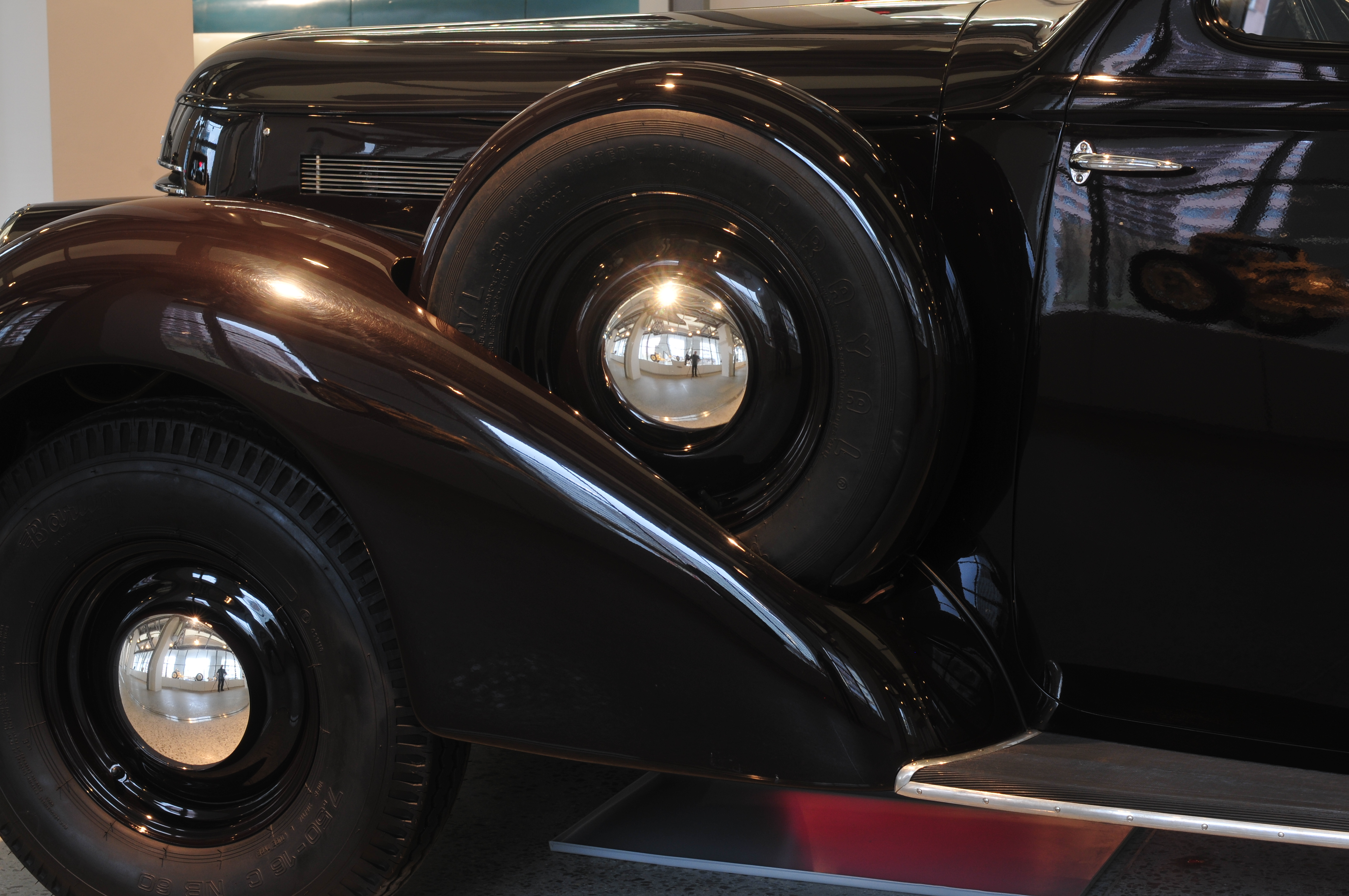
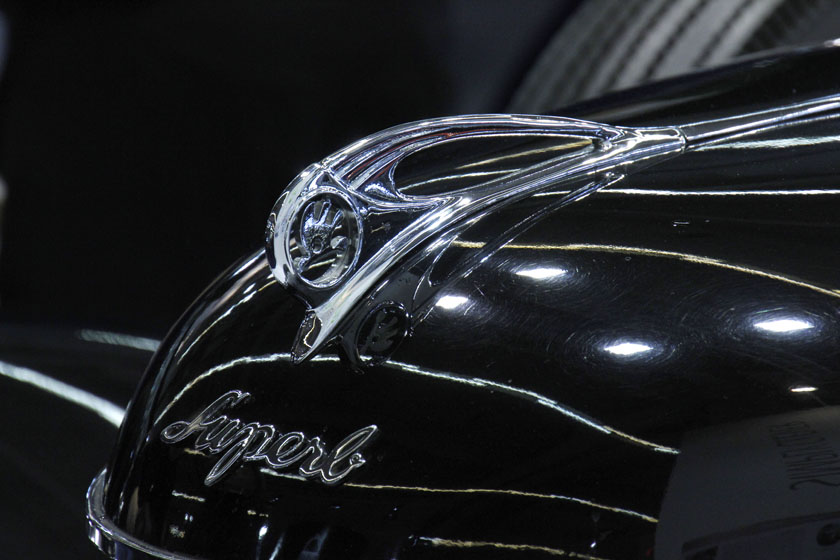
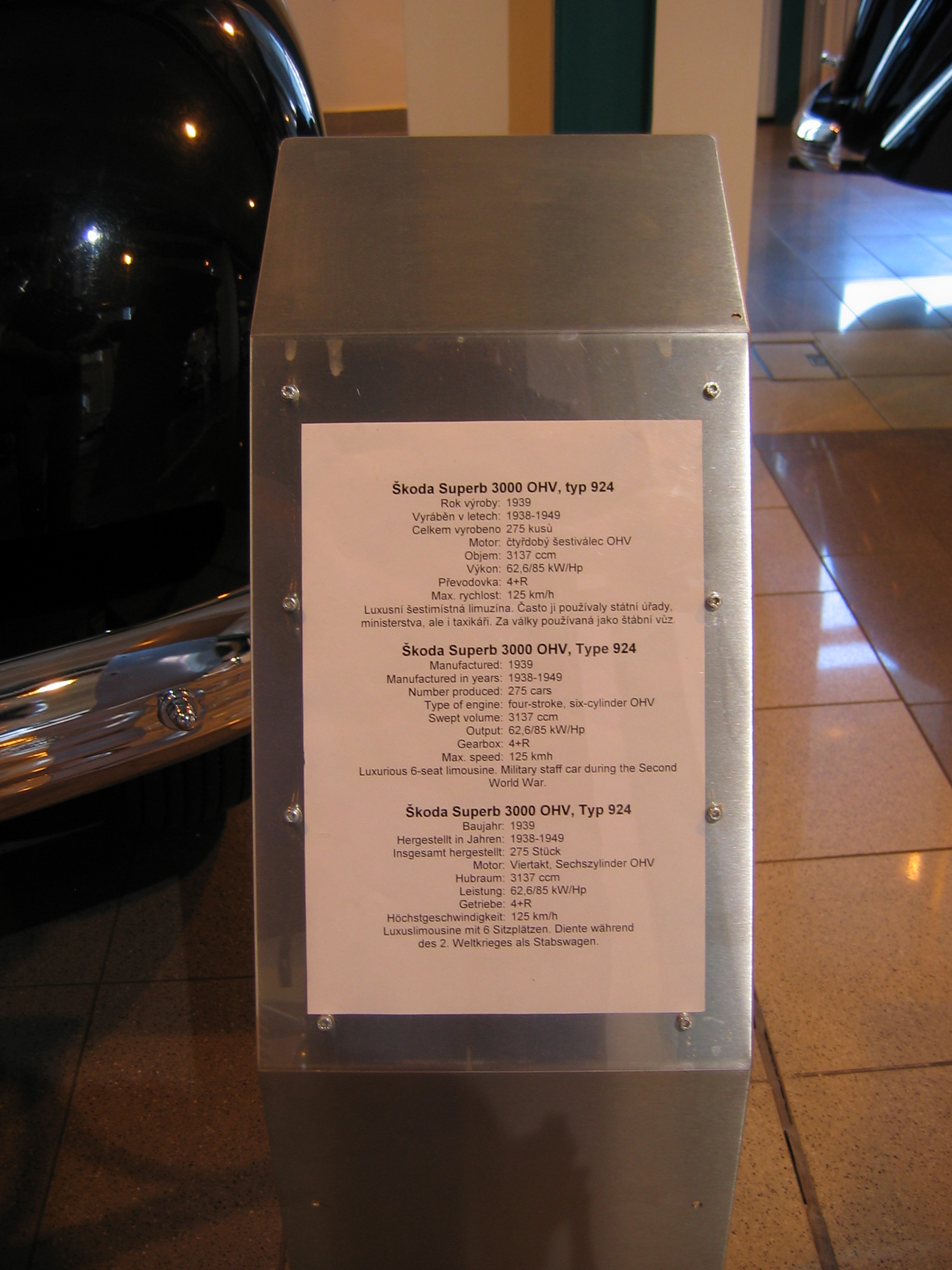

Даний автомобіль мав V-подібний 8-циліндровий двигун (вперше у історії марки) робочим об'ємом 3990 см³ (звідки і "4000" у назві). 
На зразок попередників з рядними 6-циліндровими агрегатами автомобіль мав мехінічну 3-ступеневу коробку передач з синхронізаторами на 2ій та 3ій передачах.
Було виготовлено всього 12 автомобілів.
| Модель      | Тип           | Роки виробництва    | Виготовлено, од | Двигун          | Потужність, к. с. | Максимальна швидкість, км/год | Середня витрата палива, л/100 км | Довжина × Ширина × Висота        |
| ----------- | ------------- | ------------------- | --------------- | --------------- | ----------------- | ----------------------------- | -------------------------------- | -------------------------------- |
| Superb      | 640           | 1934–1939           | 201             | 2492 см³ R6 SV  | 55                | 110                           | 17                               | 5500 × 1700 × 1700               |
| Superb      | 902           | 1936–1937           | 53              | 2703 см³ R6 SV  | 60                | 115                           | 17                               | 5500 × 1700 × 1700               |
| Superb      | 913           | 1936–1939           | 350             | 2914 см³ R6 SV  | 65                | 120                           | 17                               | 5500 × 1700 × 1700               |
| Superb OHV  | 924           | 1938–1943 1946–1949 | 275             | 3140 см³ R6 OHV | 85                | 125                           | 18                               | 5200 × 1760 (1800) × 1710 (1720) |
| Superb 3000 | 952 956 (4x4) | 1941–1943 1942–1943 | 1631            | 3140 см³ R6 OHV | 85                | 100 90                        | 18                               | 4800 × 1800 × 1720               |
| Superb 4000 | 919           | 1939–1940           | 12              | 3990 см³ V8 OHV | 96                | 135                           | 24                               | 5700 × 1800 × 1750               |